# Битва под Адрианополем (1205)
Битва под Адрианополем произошла 14 апреля 1205 года между крестоносцами под предводительством Балдуина IX Фландрского и объединённым болгаро-половецким войском под предводительством болгарского царя Калояна. Она закончилась полным поражением крестоносцев, гибелью множества рыцарей и пленением императора Латинской империи Балдуина Эно.

## Предыстория
К 1202 году в Венеции собралось большое количество крестоносцев, которые должны были переправиться в Египет. Средств на оплату перевозки морем у крестоносцев не было, многие накопили долги в Венеции. Дож Дандоло принудил крестоносцев отправиться в поход в Далмацию, где те 15 ноября 1202 года захватили и разграбили город Зара, основного торгового конкурента Венеции.
Немного позже к лидерам крестоносцев обратился Алексей IV Ангел, сын свергнутого византийского императора Исаака II. Он убедил крестоносцев идти на Константинополь, который вскоре ими был захвачен. В 1204 году была основана Латинская империя
В это время болгарский царь Калоян договорился с папой римским Иннокентием III. Славянский правитель получил титул «rex», то есть король, а болгарский архиепископ стал «примасом», что было эквивалентно статусу патриарха.
Несмотря на изначально хорошие отношения между болгарами и европейскими рыцарями, в дальнейшем они ухудшались по следующим причинам:
- Набеги латинян на земли Болгарии, сумевшей расширить свои владения после прихода к власти Алексея IV.
- Желание Калояна добиться от крестоносцев признания своего царского титула, хотя бы и в обмен на союзный договор. Подобные обращения вызвали высокомерную реакцию Балдуина I, заявившего: Иоанн должен обращаться с франками не как король с друзьями, а как раб с господами, потому что он без всякого права присваивает себе власть над страной, которую отнял у греков[3].

Отношения европейцев и местного населения осложнялись распрями и презрением со стороны завоевателей. Учитывая это и распыленность войск, греческая знать начала тайные переговоры с Калояном. В обмен на переход под свою власть он обещал к Пасхе 1205 года вторгнуться в пределы Латинской империи с собственным войском и 10-тысячным отрядом половцев (куман). Февральская смерть правившего Дидимотикой графа Гюга де Сен-Поля дала начало восстанию по всей территории Романии, вскоре к востоку от Цурула вышли из-под власти императора. В этот момент основное войско крестоносцев вело бои в Малой Азии с одним из осколков Византийского государства — Никейской империей, исход которых был для них успешным.

## Ход битвы
Не желая терять Фракию, император отправил гонцов на восток с требованием перебросить войска. Но не дождавшись их прибытия он в конце марта 1205 года выдвинулся к Адрианополю, к тому моменту захваченному болгарами. В начале апреля крестоносцы осадили Адрианополь, а царь Калоян выдвинулся на помощь своему гарнизону.
Иоаннис, король Блакии, шел на помощь тем, кто был в Андринополе, с огромным войском: он привел с собой блаков, и бугров, и чуть ли не сорок тысяч куменов, которые были нехристями...
13 апреля болгарское войско подходит к осажденному городу и происходит первая стычка между врагами, отряд половцев врывается в лагерь крестоносцев, конные рыцари пытаются преследовать противника, которому удалось выманить крестоносцев из лагеря на несколько километров. После этого легковооруженные половцы остановились и расстреляли из луков отряд крестоносцев. На следующий день началась битва между основными силами, продолжавшаяся в течение всего дня. В итоге крестоносцы дрогнули и побежали к Мраморному морю.
...были, помимо боевых отрядов из рыцарей, другие, состоявшие из воинов, которые не слишком хорошо знали ратное дело; и они начали испытывать страх и дрогнули. И граф Луи, который ввязался в бой первым, был очень тяжело ранен в двух местах; и комены и блаки начали их теснить...
Лишь к 18 апреля европейцы достигли контролировавшегося Венецианской республикой Редеста.

## Последствия
В этой битве крестоносцы понесли тяжелейшие потери, погибло множество рыцарей, а сам император Балдуин попал в плен, где впоследствии умер насильственной смертью. 1 июня умер участвовавший в походе венецианский дож Энрико Дандоло, чьё тело было захоронено в соборе святой Софии.
Там погибли епископ Пьер Вифлеемский и Этьен дю Перш, брат графа Жоффруа, и Рено де Монмирай, брат графа Неверского, и Матьё де Валинкур, и Робер де Ронсуа, Жан Фринэзский, Готье де Нюлли, Ферри д'Иерр, Жан, его брат, Эсташ де Эмон, Жан, его брат, Бодуэн де Невилль и многие другие, о которых книга здесь не говорит...
Поражение полностью уничтожило ореол непобедимости вокруг латинян, до этого компенсировавший их малочисленность. Объединённое войско болгар и половцев расширило ареал грабежа и разбоя до Редеста, Селимврии и Константинополя, хотя из-за этой жестокости от Иоанна позже отпадёт греческое население
В средневековой болгарской столице Тырново до сих пор сохранились крепостные ворота, носящие название «Френские ворота». Считается, что недалеко от них находилась башня, в которой жил до конца своих дней пленённый латинский император.